# باول ويستون (موسيقي)
باول ويستون (بالإنجليزية: Paul Weston)‏ هو قائد فرقة ‏ وعازف بيانو وموسيقي وكاتب أغاني أمريكي، ولد في 12 مارس 1912 في سبرينغفيلد في الولايات المتحدة، وتوفي في 20 سبتمبر 1996 في سانتا مونيكا في الولايات المتحدة.

## وصلات خارجية
- باول ويستون على موقع IMDb (الإنجليزية)
- باول ويستون على موقع الموسوعة البريطانية (الإنجليزية)
- باول ويستون على موقع ميوزك برينز (الإنجليزية)
- باول ويستون على موقع أول ميوزيك (الإنجليزية)
- باول ويستون على موقع ديسكوغز (الإنجليزية)